# Óriás tölcsérgomba
Az óriás tölcsérgomba (Infundibulicybe geotropa) a pereszkefélék családjába tartozó, Európában és Észak-Amerikában elterjedt, lomberdőkben élő, ehető gombafaj. 

## Megjelenése
Az óriás tölcsérgomba kalapja 5-20 (25) cm széles, alakja fiatalon kúpos-púpos, majd kiterül és tölcséresedik; a közepén mindig széles púp marad. Széle begöngyölt, finoman bordázott. Felszíne sima vagy benőtten szálas. Színe krémszínű vagy halvány sárgásbarnás.
Húsa kemény, fehéres vagy krémszínű. Erős gombaszaga és -íze van, szaga kissé keserűmandulára emlékeztethet. 
Közepesen sűrű, keskeny lemezei lefutók. Színük krémszínű.
Tönkje 7-15 cm magas és max 3 cm vastag. Alakja hengeres, lefelé fokozatosan szélesedő. Felszíne hosszanti szálas, színe a kalapéval megegyezik. 
Spórapora fehér. Spórája nagyjából kerekded, sima, mérete 7,5-9,5 x 6-7 μm.  

### Hasonló fajok
A hatalmas tölcsérgombával vagy a kisebb, hullámos szélű sereges tölcsérgombával lehet összetéveszteni, de fiatal példányai hasonlíthatnak a mérgező nagy döggombára is.  

## Elterjedése és termőhelye
Európában és Észak-Amerikában honos. Magyarországon helyenként gyakori. 
Inkább meszes talajú lombos vagy vegyes erdőkben él, főleg erdőszéleken, tisztásokon, gyakran alkot boszorkánykört. Szaprotróf, az avar szerves anyagait bontja. Júliustól októberig terem.  
Ehető gomba, antibakteriális és antioxidáns tulajdonságai is ismertek.

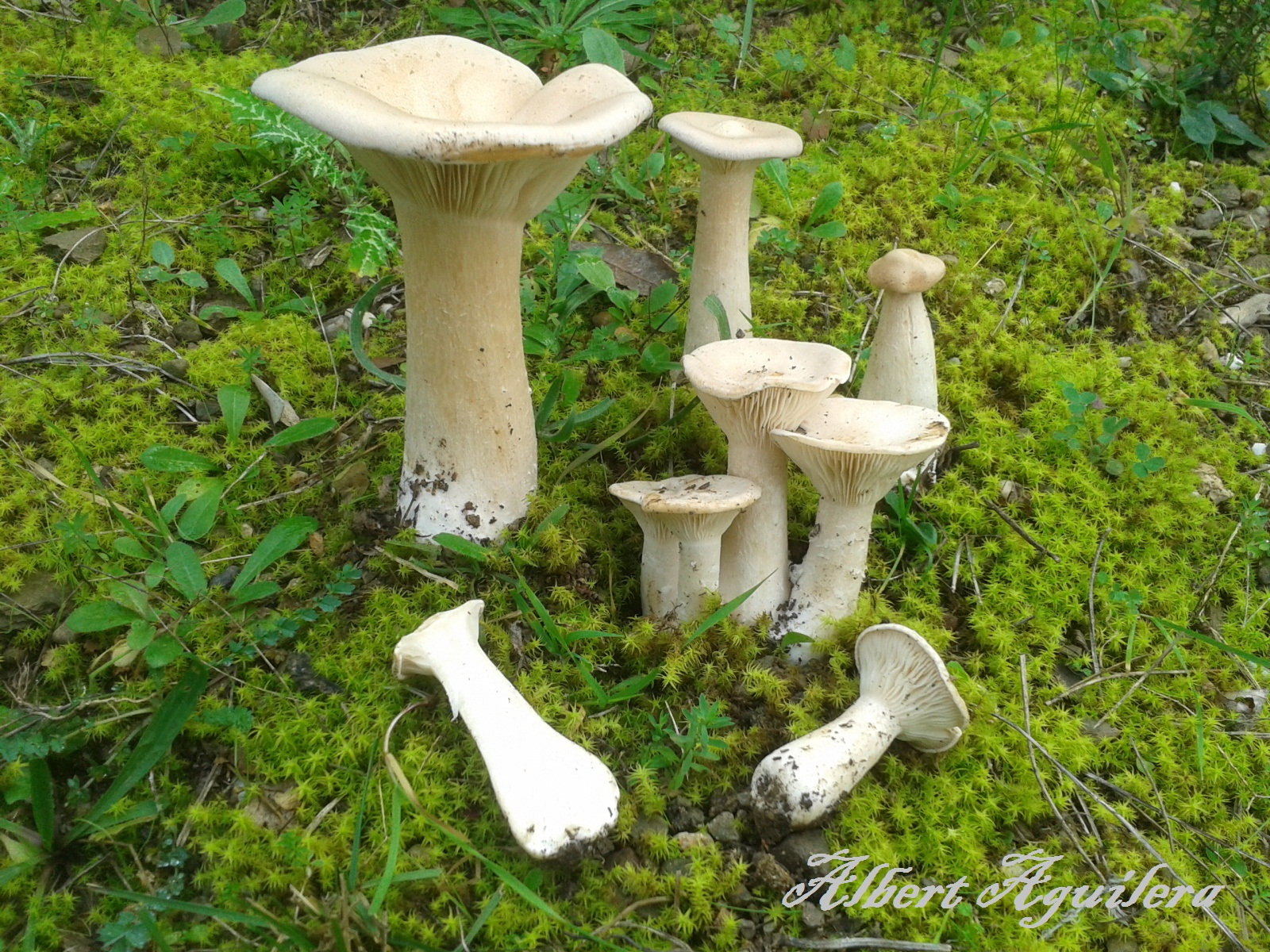
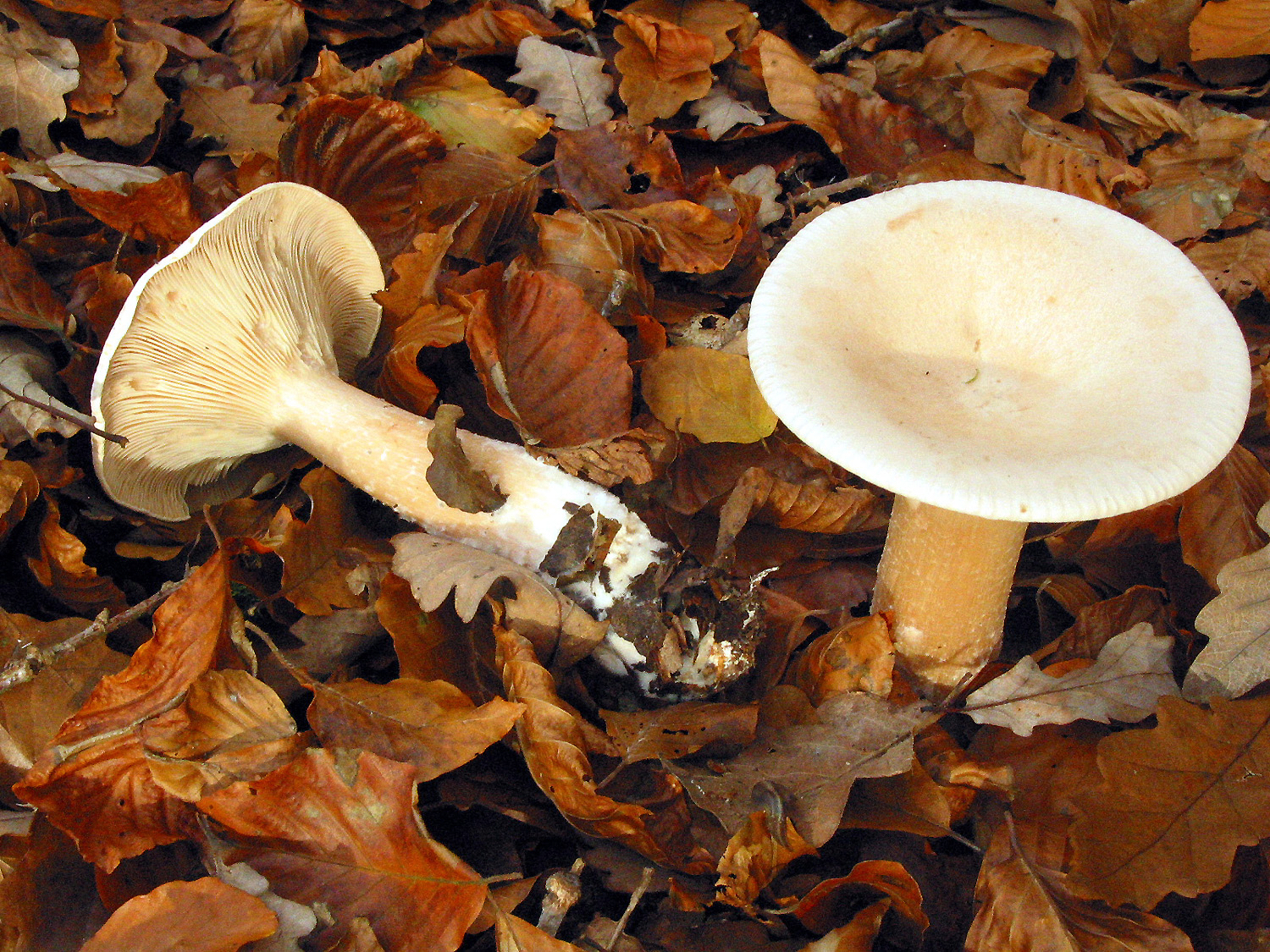
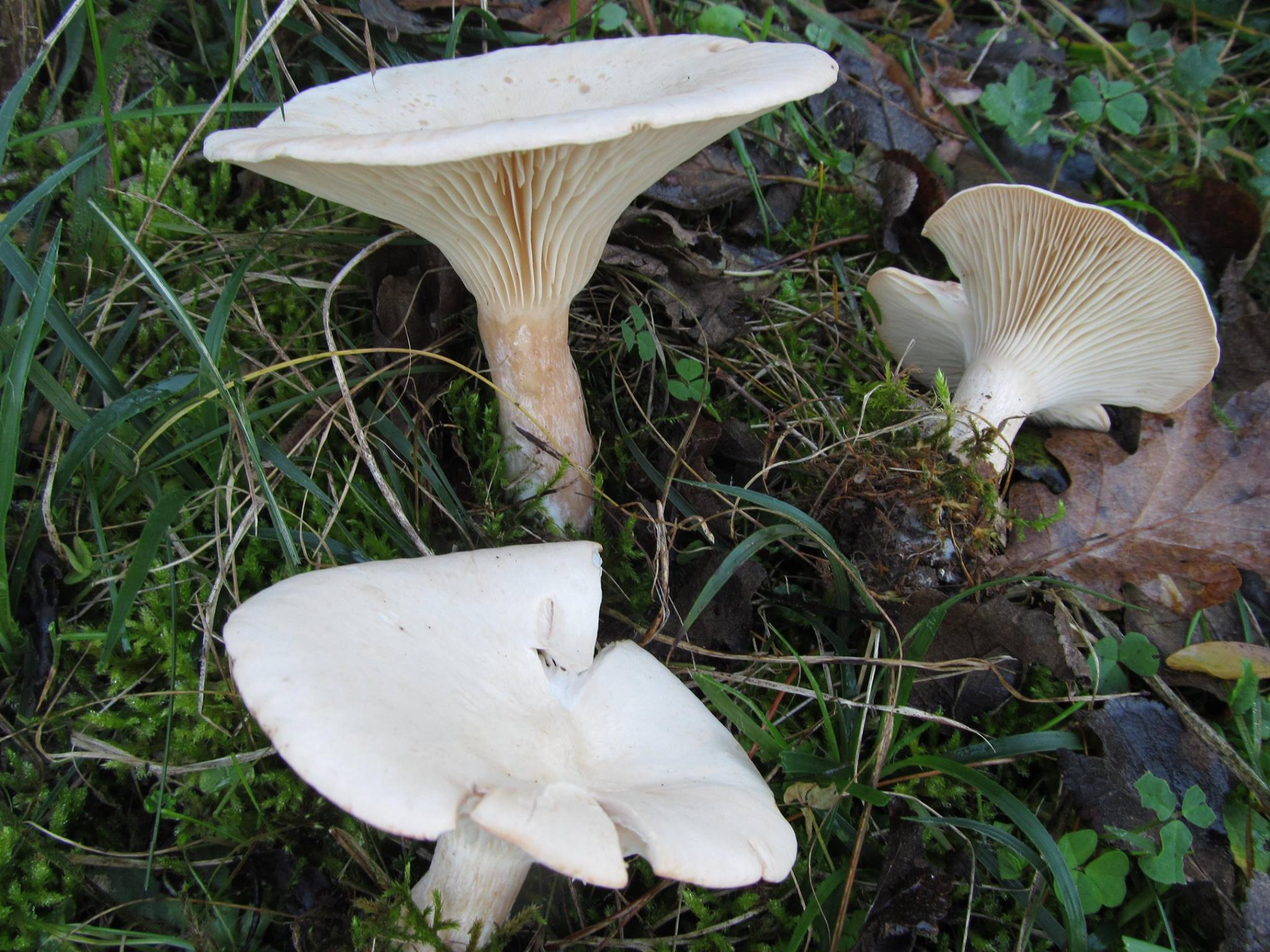
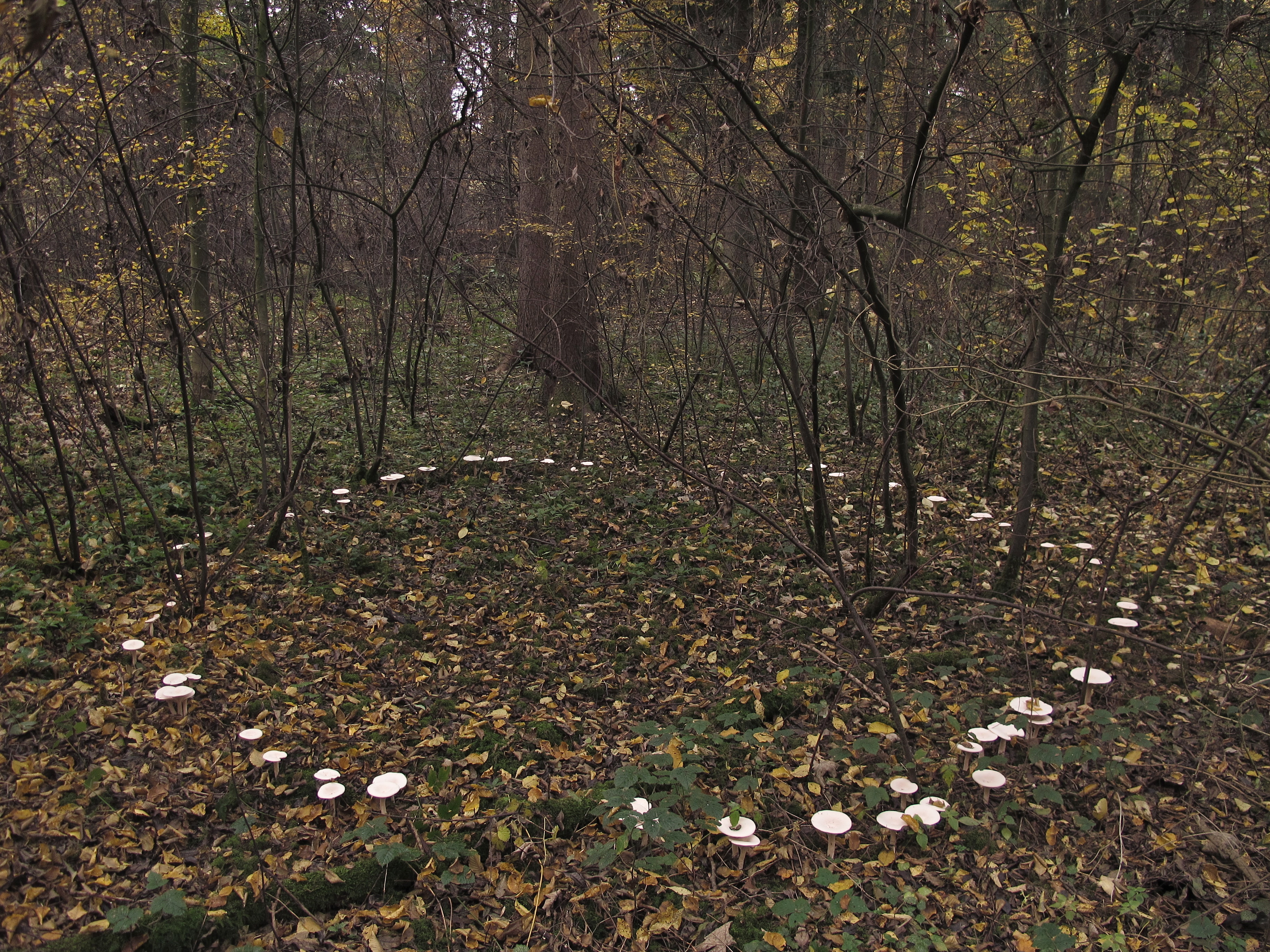
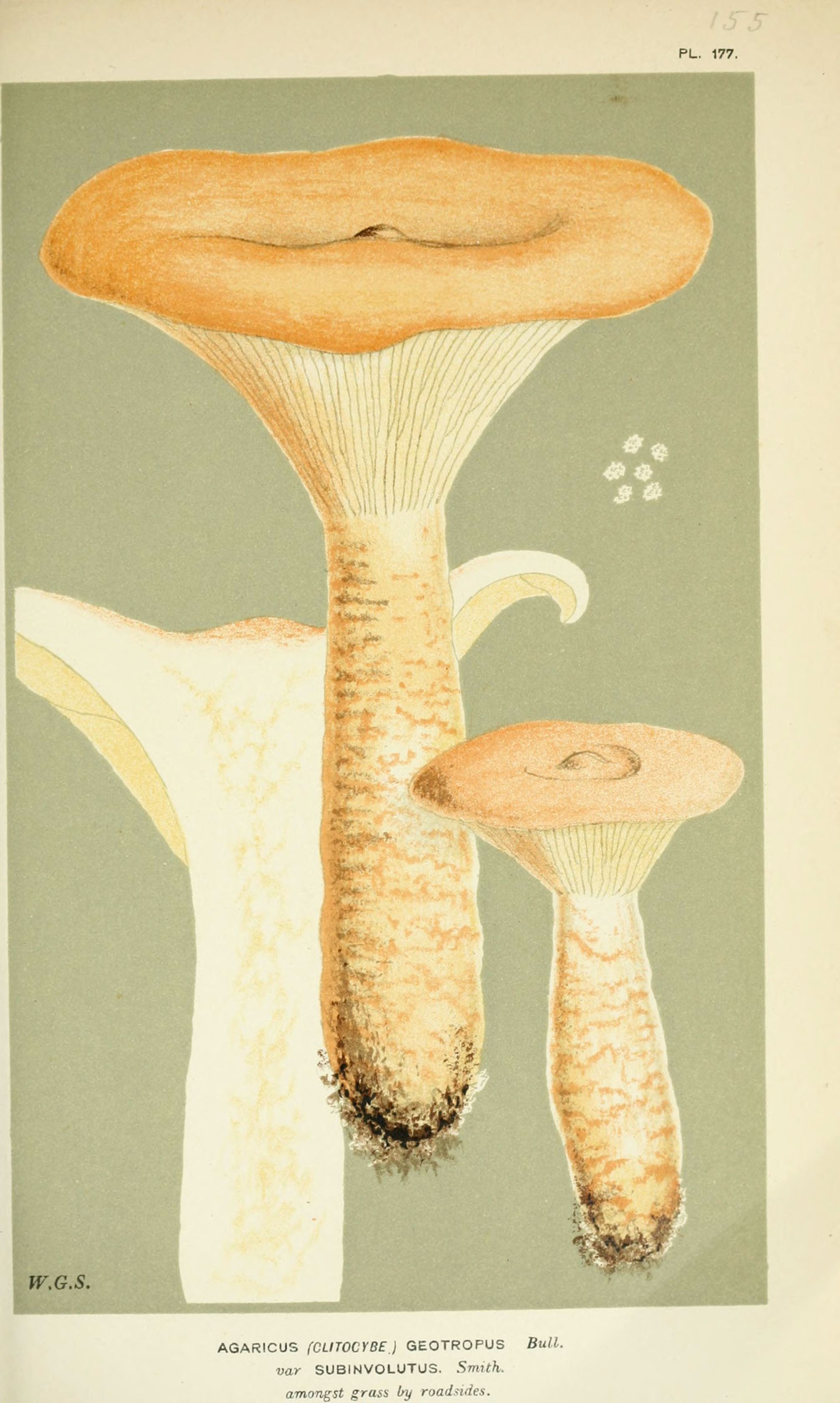